# デイヴィッド・レズリー (第4代リーヴェン伯爵)
第4代リーヴェン伯爵および第3代メルヴィル伯爵デイヴィッド・レズリー（英語: David Leslie, 4th Earl of Leven, 3rd Earl of Melville、1717年12月17日 – 1729年6月）は、スコットランド貴族。1721年から1728年までバルゴニー卿の儀礼称号を使用した。

## 生涯
バルゴニー卿ジョージ・レズリー（George Leslie, Lord Balgonie、1695年1月 – 1721年8月20日、第3代リーヴェン伯爵および第2代メルヴィル伯爵デイヴィッド・レズリーの息子）とマーガレット・カーネギー（Margaret Carnegie、1697年12月6日 – 1722年7月7日、第4代ノーセスク伯爵デイヴィッド・カーネギーの娘）の息子として、1717年12月17日におそらくエディンバラで生まれた。
1728年6月6日に父方の祖父が死去すると、リーヴェン伯爵とメルヴィル伯爵の爵位を継承した。
1729年6月に12歳で死去、叔父アレクサンダーが爵位を継承した。